# Ros (Bielorrusia)
Ros (bielorruso: Рось; ruso: Россь; polaco: Roś) es un asentamiento de tipo urbano de Bielorrusia perteneciente al raión de Vawkavysk en la provincia de Grodno. La localidad es la capital del vecino consejo rural homónimo sin formar parte del mismo.
En 2017, la localidad tenía una población de 4711 habitantes.
Se conoce la existencia de la localidad desde el siglo XVI, cuando el área era una finca de la casa noble Chodkiewicz conocida como "Padros". En la partición de 1795, el pueblo se incorporó al Imperio ruso, que a partir de 1886 lo desarrolló como un poblado ferroviario de la línea de ferrocarril de Baránavichi a Bialystok. En 1921 se incorporó a la Segunda República Polaca, hasta que en 1939 pasó a pertenecer a la RSS de Bielorrusia. Adoptó estatus de asentamiento de tipo urbano en 1958.
Se ubica unos 10 km al norte de la capital distrital Vawkavysk, junto a la carretera P44 que lleva a la capital provincial Grodno. Forma una conurbación con el vecino asentamiento de tipo urbano de Krasnasielski.